# پتو (ایتالیا)
پتو (به ایتالیایی: Patù) یک کومونه در ایتالیا است که در استان لچه واقع شده‌است. پتو ۸ کیلومتر مربع مساحت و ۱٬۷۴۰ نفر جمعیت دارد و ۱۲۴ متر بالاتر از سطح دریا واقع شده‌است.